# Wijlen Wij
Wijlen Wij war eine 2002 gegründete und 2014 aufgelöste Funeral-Doom-Band.

## Geschichte
Kostas Panagiotou, Stijn van Cauter und Lawrence van Haecke gründeten Wijlen Wij 2002 als Nebenprojekt zu ihren Hauptgruppen um möglichst „trostlose und wüste“ Musik zu machen. Die Musiker waren bereits über andere Bands wie In Somnis, Pantheist, The NULLL Collective, Until Death Overtakes Me oder Solicide bekannt. Dabei bestand mit der Gründung der Anspruch als Supergroup des Funeral Dooms aufzutreten.
Kris Villez stieß ein Jahr nach der Gründung zur Band. Im Jahr 2004 begann die Gruppe damit ihr Debütalbum in den Templa Libitina Studio in Erembodegem aufzunehmen. Durchzogen von privaten Verpflichtungen und Aktivitäten mit den jeweiligen Hauptgruppen benötigten Wijlen Wij zwei Jahre um die Aufnahmen abzuschließen. Das Album wurde von Greg Chandler von Esoteric gemastert und im Juni 2007 über das britische auf extremen Doom Metal spezialisierte Label Aesthetic Death Records veröffentlicht. Das selbstbetitelte Album wurde meist positiv besprochen und als Album, das den beteiligten Musikern entspräche, bezeichnet.
Im Jahr 2007 leistete Wijlen Wij einen Beitrag zu der Death- und Funeral-Doom-Kompilation Unveiling the Signs des polnischen Labels Redrum 666. Ebenso beteiligte sich Kostas Panagiotou als Solokünstler und die eng mit Wijlen Wij verbundene Band Pantheist. Als weitere Interpreten waren Dissolving of Prodigy und Gallileous auf der Kompilation mit Stücken vertreten. Der Beitrag von Wijlen Wij wurde als langatmig und dilettantisch beurteilt.
Das zweite Studioalbum wurde ohne Stijn van Cauter sieben Jahre nach dem Debütalbum über Solitude Productions veröffentlicht und ging mit der offiziellen Auflösung der Band einher. Coronachs of the Ω wurde als mittelmäßige bis schlechte Veröffentlichung beurteilt. Zum Teil wurde der bemängelte Qualitätsabfall am Ausstieg von Stijn van Cauter festgemacht.

## Bandname
Der von der Band als ‚spätes Wir‘ übersetzte Bandname soll „für die makabren Aspekte der (Nicht-)Existenz, die Rohheit des Todes und die Unausweichlichkeit des Verfalls“ repräsentieren.

## Stil
Die Musik von Wijlen Wij wird dem Funeral Doom zugerechnet. Der Rhythmus ist dem Genre entsprechend langsam gehalten. Das Keyboard wird als besonders atmosphärisch hervorgehoben. Der Gesang wird mit tiefer aber unverzerrter Stimme vorgetragen, während die stark verzerrte Gitarre im Vordergrund des Klangs steht und mit einem, für das Genre untypischem, Fuzzeffekt versehen ist.

## Diskografie
- 2007: Wijlen Wij (Album; Aesthetic Death Records, Nulll Records)
- 2010: Unveiling the Signs (Kompilation mit Dissolving of Prodigy, Pantheist, Gallileous und Kostas Panagiotou; Redrum 666)
- 2014: Coronachs of the Ω (Album; Solitude Productions)